# Zorubicin
Zorubicin (INN) là một thuốc anthracycline.